# Emily Stowe
Emily Stowe (Norwich Township, 1º maggio 1831 – Toronto, 29 aprile 1903) è stata un medico canadese e prima donna a praticare la medicina in Canada. Fu anche una militante per i diritti delle donne.

## Biografia
Emily Stowe nasce a Norwich, nell'attuale provincia dell'Ontario. Il suo nome da nubile è Emily Howard Jennings. La madre, Hannah Howard, ha un ruolo fondamentale nell'educazione di Emily e delle sue cinque sorelle decidendo di dar loro una formazione privata, invece d'inviarle nella scuola pubblica, considerata di scarsa qualità. Nel 1849 Emily diventa maestra nella piccola cittadina di Summerville. Nel 1852 inizia la sua battaglia per l'eguaglianza dei diritti delle donne cercando di essere ammessa al "Victoria College" di Cobourg. Rifiutata l'ammissione in quanto donna, s'iscrive alla "Normal School for Upper Canada" dove è ammessa nel 1853, uscendone un anno dopo con la lode.
Nel 1856 viene nominata preside a Brantford, diventando la prima donna a ricoprire tale carica in Ontario. Il 22 novembre dello stesso anno si sposa con John Stowe, e da questa unione nasceranno tre figli fra cui la più famosa è Augusta Stowe-Gullen, prima donna a diplomarsi in medicina in una università canadese. Nel 1863, il marito John si ammala di tubercolosi, ed è proprio la malattia che la stimolerà a voler studiare medicina. Nel 1865 presenta la sua candidatura all'Università di Toronto, ma avendo ricevuto un rifiuto si trasferisce a studiare presso il "New York Medical College for Women" dove ottiene il diploma nel 1867. Rientrata in Canada apre un gabinetto a Toronto diventando così la prima donna in Canada ad esercitare la medicina. Il permesso ufficiale arriverà solo nel 1880. Motivata dal suo desiderio di offrire alle donne gli stessi diritti degli uomini, apre nel 1876 il Women's Literary Club, primo gruppo di suffragette in Canada e nel 1883 il Woman's Medical College.

## Onorificenze
- 2018 - Viene nominata membro della Canadian Medical Hall of Fame.

In Canada molte scuole e strade sono dedicate a Emily Stowe. Una placca ricorda il suo operato presso il "Women's College Hospital" di Toronto.